# Вольфсбах (Нижняя Австрия)
Вольфсбах (нем. Wolfsbach (Niederösterreich)) — ярмарочная коммуна (нем. Marktgemeinde) в Австрии, в федеральной земле Нижняя Австрия.
Входит в состав округа Амштеттен. Площадь общины составляет 31,00 км², население — 2062 человека (1 января 2021), плотность населения — 66 чел./км². Официальный код — 30542.

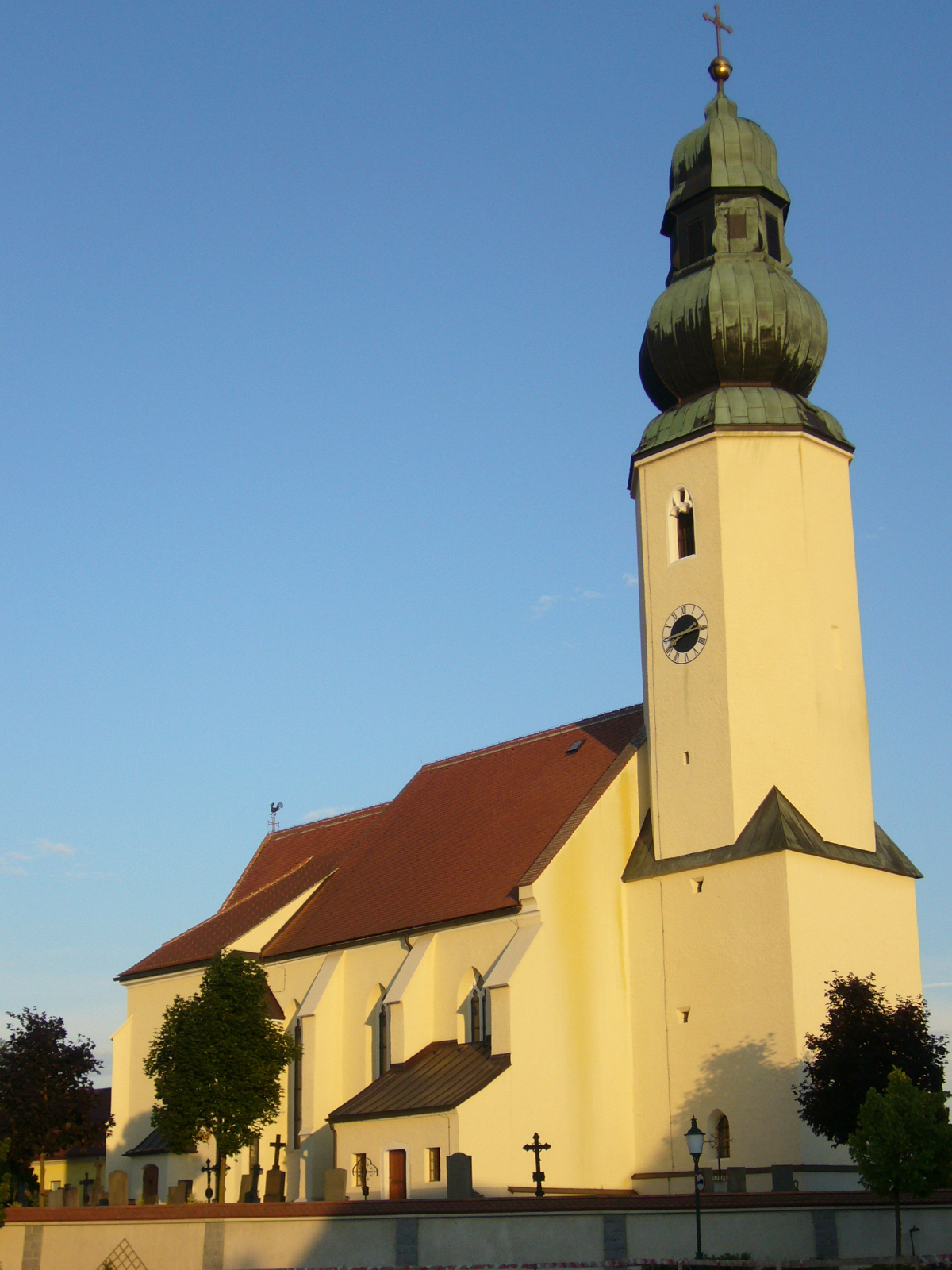
Вольфсбах

## Население
| Год  | Численность |
| ---- | ----------- |
| 1869 | 1842        |
| 1889 | 1819        |
| 1890 | 1833        |
| 1900 | 1943        |
| 1910 | 1988        |
| 1923 | 2002        |
| 1934 | 1984        |
| 1939 | 1893        |
| 1951 | 1804        |
| 1961 | 1758        |
| 1971 | 1728        |
| 1981 | 1693        |
| 1991 | 1731        |
| 2001 | 1809        |
| 2011 | 1838        |
| 2021 | 2062        |

## Политическая ситуация
Бургомистр коммуны — Франц Штурм (АНП) по результатам выборов 2005 года.
Совет представителей коммуны (нем. Gemeinderat) состоит из 19 мест.
- АНП занимает 16 мест.
- СДПА занимает 3 места.